# CF Canelas 2010
El CF Canelas 2010 es un equipo de fútbol de Portugal que juega en el Campeonato de Portugal, la cuarta división de fútbol en el país.

## Historia
Fue fundado el 28 de abril de 2010 en la ciudad de Vila Nova de Gaia en el distrito de Oporto luego de separarse del Canelas Gaia FC debido a que estos últimos se declararan con insolvencia económica; y desde su fundación han sido un club que ha generado polémica dentro del fútbol en el distrito de Oporto debido a varios incidentes, los cuales se remontan desde 2012 debido a que la filosofía del club es ganar sin importar el medio por el cual se consiga el resultado, por lo que varios equipos se han rehusado a enfrentarlos en los torneos, aunque por ello pierdan por no presentarse y a pagar multas.
En la temporada 2016/17 12 equipos de la Primera División de Oporto se rehusaron a enfrentar al CF Canelas 2010 debido al ambiente de inseguridad que existe al enfrentar al club, sobre todo cuando juegan en condición de local e incluso fuera del estadio. La razón principal por lo que los equipos no se enfrentan al CF Canelas 2010 es porque éstos incluyen en sus filas a Fernando Madureira, que gracias a él, el club ha conseguido cuatro ascensos en cuatro años consecutivos desde 2012. El problema es tan grande que la Asociación de Fútbol de Oporto ha decidido colocar 3 delegados en cada partido del CF Canelas 2010 debido a que ningún equipo de la liga distrital quería enfrentarlos.
A consecuencia de la temporada, el CF Canelas 2010 consiguió el objetivo de jugar en el Campeonato de Portugal en la temporada 2017/18 por primera vez en su historia.

## Palmarés
- Primera División de Oporto: 2

2016/17, 2018/19
- Segunda División de Oporto: 1

2016/15

## Jugadores

### Jugadores destacados
- Fernando Madureira